# О Джин Хёк
О Джин Хёк (кор. 오진혁; род. 15 августа 1981, Нонсан, Чхунчхон-Намдо, Республика Корея) — южнокорейский стрелок из лука, олимпийский чемпион 2012 года в личном и бронзовый призёр в командном первенствах, многократный чемпион мира, победитель Азиатских игр и Кубка мира.
На Олимпийских играх 2012 года стал первым в истории корейским лучником, выигравшим золото в мужском индивидуальном первенстве.
Не выступал на Олимпийских играх 2016 года, но в возрасте 39 лет вернулся в состав сборной на Игры 2020 года в Токио, где выиграл золото в командном первенстве.
Увлекается компьютерными играми.